# 스트라이크 위치스
스트라이크 위치스(일본어: ストライクウィッチーズ 스토라이쿠 윗치즈[*], Strike Witches)는 시마다 후미카네와 Projekt Kagonish의 소설을 원작으로 한 만화, 애니메이션 등의 미디어 믹스를 가리킨다. 스토판(ストパン), SW, 스토마조(スト魔女), 스토위(ストウィ), 스토위치(スウィッチ) 등으로 약칭한다. 공식 슬로건은 ‘지키고 싶으니까 나는 난다!’(守りたいから私は飛ぶ)

## 개요
시마다 후미카네가 콤프 창간호부터 연재하던 세계대전 중의 공군 및 육군 병기의 모에화인 메카소녀 일러스트 컬럼에서 시작한 작품으로 처음부터 미디어 믹스를 염두에 두고 출발한 기획이다.
2007년에 GONZO 사에서 OVA가 제작되었으나, GONZO의 뿌리가 되는 회사인 GDH의 경영 부진에 의해 애니메이션 제작 노선이 타격을 입을 위기에 처했으나, 피규어&일러스트집과 세트 판매로 DVD가 무사히 한정 발매되었다.
이후 2007년 12월에 애니메이션 제작을 발표하고, 2008년 7월부터 TV 시리즈로서 방영을 시작해 그 해 10월까지 총 12화로 방영되었다. 그 후 월간 콤프에이스에서도 2008년 3월호부터 만화판이 연재를 재개해 2009년 1월호까지 이어졌다.
애니메이션은 헤이세이 20년, 제12회 문화청 미디어 예술제 심사위원회 추천작품 애니메이션 부문 / 장편 (극장판, OVA)에 선정되었다.
애니메이션 공식 사이트에서 TVA 제2기 제작이 발표되고 2010년 7월부터 방영중. 게임으로 Nintendo DS판, PS2판, 엑스박스 360 버전이 출시되었다.

## 스토리
마력이 존재하는 대체 역사 세계의 20세기 초반. 돌연히 출현한 이형의 적 '네우로이'의 압도적인 전력과 독기에 의한 대륙 침략이 이루어지고 있었다. 인류는 유일한 희망으로서, 마도엔진을 이용한 비행각(飛行脚) '스트라이커 유닛'을 유일하게 사용할 수 있는 마력을 소유한 소녀인 '마녀(위치)'에 의한 '기계화 항공보병(위치 스트라이크)'에게 그들의 염원을 맡겼다.
아래는 주된 스토리를 작품의 시계열 순서에 따라 기술한 것이다.

### 만화판 '스트라이크 위치스 영(제로) 1937 후소해사변'
1937년, 제 1차 네우로이대전 종결로부터 20년 가까이 흐른 시기. 후소황국 근해에서는 종종 우랄산맥 방면에서 출현하는 네우로이가 날아오게 되었다. 마이즈루의 강도관(講道館)도장에서 검을 배우는 약관 12세의 소녀인 사카모토 미오는 자신의 능력인 '마안'의 힘을 제어하지 못하고 있었다. 이윽고 스승인 키타고 후미카의 가르침으로 망설임을 떨쳐내고 위치가 되겠다는 결의를 다진 그녀는 동료와 함께 후소의 방어에 임한다. 그곳에서 만난 육군 위치들과 절차탁마하며 점차 성장해가는 미오. 그러나 이윽고 전쟁은 그 격렬함을 더해갔고, 후에 '후소해사변'이라고 불리는 총력전으로 발전하기 시작했다.

### 소설판 '스오무스 문제아 중대 시리즈'
1939년, 네우로이의 공격에 의해 유럽 본토가 위기를 맞이하고 있는 가운데, 전장에서 멀리 떨어진 후소황국에서는 육·해군의 위치를 의용병으로서 파견하게 되었다. 황국 근해에서 발생한 네우로이에 의한 습격사건인 '후소해사변'에서 활약하여 국민적인 영웅이 된 육군 위치인 아나부키 토모코는, 유럽의 카를스란트로의 파견을 앞두고 의기충천한 기분이었다. 그러나 그녀가 보내진 곳은 유럽의 변경인 스오무스였다. 그녀 외에도 본래의 소속국에서 활약하지 못하고 마치 짐짝같은 취급을 당하며 스오무스로 오게 된 실력도, 의욕도 모자란 위치들. 그러한 소녀들을 끌어모은 집단인 별칭 '이란코중대'라고 불리는 '스오무스 의용독립비행중대'는, 여러 가지 문제를 안고있으면서도 네우로이의 위협에 대항해나간다.

### 만화판·소설판 '아프리카의 마녀' 시리즈
1942년, 네우로이가 인류측의 저항이 약한 서아시아에서 북아프리가로 침공하여 수에즈 운하가 함락된다. 게다가 지중해 남쪽 방면에서 유럽이 네우로이에게 공격받을 위험성도 생겨났다. 인류측은 카를스란트·로마냐·브리타니아·리베리온·후소의 각 육군에 의한 방위전을 구축하여 북아프리카의 방위와 수에즈 운하의 탈환을 노리고 있었다. 작렬하는 태양이 비추는 황야의 한가운데에서, 제 31통합전투비행대 '스톰 위치스'를 중심으로 하는 인류연합군 아프리카군단의 분전과, 위치와 그녀들을 지탱해주는 남자들의 싸움이 군상극으로서 그려진다.

### 애니판 1기
1944년, 이미 유럽 본토의 태반이 네우로이의 수중에 떨어진 시기. 세계 각국은 당면한 사태를 타개하기 위해서 일대 반공작전을 계획한다. 이를 위한 전력의 일환으로 연합군 제 501통합전투항공단 'STRIKE WITCHES'를 조직하여 각국의 톱 에이스나 장래가 유망한 젊은 위치를 초빙하게 되었다. 그러던 가운데 후소황국의 한 여학생이었던 미야후지 요시카는 그 유례가 없을 정도인 위치로서의 소질을 인정받아 'STRIKE WITCHES'의 교관인 사카모토 미오에게 스카우트된다. 요시카는 처음엔 부친의 죽음이라는 트라우마로 인해 전쟁을 싫어하여 입대를 거부했지만, 전화 속에서 사람들을 지키기 위해서 자신이 해야할 일을 깨닫고 부친의 유산이라고도 할 수 있는 스트라이커 유닛과 함께 전열에 참가하게 되었다.

### 애니판 2기
1945년 봄, 제 504통합전투항공단에 의한 인간형 네우로이와의 커뮤니케이션 실험이 행해지고 있는 베네치아 상공에 돌연 거대한 네우로이의 둥지가 새롭게 출현하여, 이전의 네우로이의 둥지를 파괴해버려, 인류는 어쩔 수 없이 다시 네우로이와의 전쟁을 하지 않을 수 없었다. 제 501통합전투항공단 해산과 함께 제대하여 후소황국으로 돌아간 요시카는 중학교를 졸업하고 진료소를 이어받기로 결심하고 있었지만, 그러던 그녀에게 죽었을터인 부친으로부터 2통째의 편지가 도착한다.
편지에 관한 일로 미오를 찾아간 요시카는 유럽에서 긴급사태가 발생하였다는 사실을 전하는 리네트로부터의 무선을 듣지만, 한번은 미오에게 너는 이제 더 이상 군인이 아니라며 쫓겨나버린다. 그 후, 비행반에서 미오가 유럽으로 향한다는 것을 알게 된 요시카는 스트라이커 유닛을 장착하고 미오를 설득해 합류, 다시 한 번 유럽으로 향하게 된다.

### 극장판
제 501통합전투항공단이 본격적으로 해산되어, 마력을 상실한 요시카는 후소황국에서 의학교 입학을 목표로 공부에 열중하고 있었다. 로마냐 해방 후인 1945년, 후소황국의 위치인 핫토리 시즈카 중사가 나타나 유럽의 의사학교로부터의 초대장을 건네며, 요시카가 유학을 갈 때에는 자신이 유럽까지 호위로서 따라가도록 지시받았다고 이야기한다. 최첨단 의학을 배울 수 있다며 의욕을 불태우는 요시카는 유학을 결심하고 시즈카와 함께 유럽으로 향한다. 한편, 갈리아가 해방되어 베네치아 공국의 레가타 스토리카의 재개가 예정되는 등, 소강상태에 접어든 유럽이었지만, 국경경비를 통해 확인되지 않은 수상한 네우로이가 나타나고 있었다.

## 용어
기계화 항공 보병(스트라이크 위치스)
마력을 원동력으로 하는 '마도 엔진'을 사용해 하늘을 날 수 있도록 만든 '스트라이커 유닛'을 유일하게 작동시킬 수 있는 소녀 '마녀(위치)'로 편성된 대(對) 네우로이 전투 부대. 마도엔진을 사용해 마력을 증폭시키는 것을 통하여 보통 사람은 들어올리는 것조차 힘든 총화기도 가볍게 들수 있으며, 마법진을 이용해 실드를 치는 것도 가능해, 네우로이가 내뿜는 '독기(바이러스)' 속에서도 그 영향을 받지 않고 활동하는 것이 가능하다.
군인이기 때문에 평소에도 군복을 입고 있는데, 스트라이커를 장비할 때 방해가 되지 않도록 상의만 착용한다. 허리 부분에는 거의 팬티라고 해도 좋을 바지를 입고, 다리는 맨다리(혹은 스니커삭스처럼 길이가 매우 짧은 양말을 신거나)거나, 하이삭스·니 삭스·사이하이삭스·타이츠·스타킹 등을 신고있다. 또, 후소 황국 해군에서는 학교 수영복과 비슷한 바디슈트를 착용하고, 그 위에 세일러복이나 사관용 제복을 겹쳐입고 있다.
후소 황국에서는 무녀복장에 코구소쿠(小具足)를 착용한 보다 전투적인 복장을 한 사람도 많으며, 극중에서 소설판의 주인공인 토모코가 이에 해당한다.
참고로, 극중에서는 이같은 모습이 사람들에게 자연스러운 것으로 인식되어 있는지, 위치들은 자신의 모습에 수치심을 느끼지 않는다.
또한, 비행각을 장착할 때에는 사역하고 있는 사역마의 영향으로 사역마의 귀와 꼬리가 생기기 때문에, 꼬리로 인한 불편을 방지하기 위해 입고 있는 것은 로우라이즈가 많으며, 학교 수영복과 비슷한 바디슈트에는 꼬리부분에 구멍이 나있다.
마녀라고 해서 반드시 항공보병이 되는 것은 아니다.

## 국가, 지역명

스트라이크 위치스는 대체역사 속 네우로이의 침략을 당하는 지구를 배경으로 한다. 몇몇 지형이 다르다.

| 국가명                     | 모델                   |
| -------------------------- | ---------------------- |
| [[오라샤 제국              | 러시아 제국            |
| 수오무스                   | 핀란드                 |
| 후소 황국                  | 일본 제국              |
| 카를스란트 제국            | 독일 제국-나치 독일    |
| 리베리온 합중국            | 미합중국               |
| 로마냐 공국, 베네치아 공국 | 이탈리아 왕국          |
| [[파어웨이 랜드            | 캐나다                 |
| 브리타니아 연방            | 영국                   |
| 자유 갈리아                | 프랑스                 |
| 발트랜드                   | 노르웨이+스웨덴        |
| 오스트마르크               | 오스트리아-헝가리 제국 |
| 히스파니아                 | 스페인                 |
| 헬베티아                   | 스위스                 |
| 키레나이카                 | 리비아                 |
| 이집트 공화국              | 이집트 공화국          |
| 안도라 공국                | 안도라 공국            |

## OVA
- OVA

-본편+특전영상으로 구성. 2007년 1월 1일 발매. TVA에서 적으로나온 네우로이와의 전투신은 없고, 파일럿 간의 이야기 중심으로 되어 있다.
- Operation Victory Arrow

- TVA2가 끝난 후 이야기로 OVA와 비슷하게 파일럿의 평상시의 내용이 주측으로 이뤄진다.

3편(리넷, 페린) 뒤 부분에서 극장판과 연결되어 있다. (미야후지 요시카가가 리넷 비숍, 페린 H. 클로스테르망에게 유학오는 걸 편지로 알려준다.)

## TVA
- TV시리즈 1기

-시대는 1944년, 501항공단 스트라이크 위치스의 갈리아에서의 활약을 담은 이야기. 당시 기대치는 최하위였으나 1만장이 넘게 팔린 곤조의 희대의 역작.
- TV시리즈 2기

-시대는 1945년, 501항공단 스트라이크 위치스의 로마냐에서의 활약을 담은 이야기. 1기의 놀라운 인기에 힘입어 곤조가 망했음에도 AIC에서 제작. 당시 기대치는 최상위였으나 아쉽게도 같은 분기에 방영된 케이온 등에 밀림.

## 소설
- 스오무스 문제아 중대 시리즈(スオムスいらん子中隊シリーズ)

-시대는 1939~45년, 스오무스와 부상국의 문제아 중대를 중심으로한 이야기.
- 소녀의 권(乙女ノ巻)

-애니메이션에선 담지 않았던 이야기들을 담은 이야기.
- TV시리즈의 소설화

-내용은 TV시리즈와 같음. 작가는 소녀의 권과 같음.

## 만화
- 창공의 소녀들(蒼空の乙女たち)

-카도카와의 방침에 안 맞는다는 이유로 연재중단.
- 천공의 소녀들(天空の乙女たち)

-시대는 1944년, 애니메이션 1기와 비슷한 요시카를 중심으로 한 501항공단의 이야기지만 tv시리즈와는 전혀 상관 없는 패러럴 월드.
- 너와 이어지는 하늘(キミとつながる空)

-TV시리즈 1기와 2기의 중간에 놓이는 이야기.
- 너와의 인연의 모습(キミとの絆のカタチ)

-10월 말에 발매되기로 하였으나 연기.(날짜 미정) 콤프에이스에서 1화가 연재되었었는데 501항공단의 이야기였음.
- 공식 코믹 알카르트(公式コミックアラカルト)

-공식 엔솔로지.
- 후소해사변(扶桑海事変)

-501항공단의 사카모토 미오의 과거를 중심으로 한 이야기.

## 라디오
- 숨은 노래, 히메우타 콜렉션(秘め歌)

-캐릭터송과 짤막한 이야기가 담긴 드라마CD?
- 숨은 이야기, 히메바나 CD(秘め話)

-501항공단의 드라마 CD
- 숨은 기록, 히메로쿠 CD(秘め録)

-마찬가지의 드라마 CD.
- 숨은 목소리, 히메고에 CD(秘め声)

-캐릭터들의 프로필이나 자기소개 등이 담긴 CD. 약간 민망한 대사나 재밌는 대사들도 있음. DVD, BD 특전
- 스트라이크 위치스 학원(ストライクウィッチーズ 学園)

-501항공단의 이야기를 학원물로 재구성한 드라마CD. NDS게임 창공의 전격전 한정판 특전
- 스타라이트 스트림

-사냐의 성우와 에이라의 성우가 진행하는 라디오.

## 게임
백은의 날개 - 슈팅게임형 - XBOX360

## 피규어
스트라이크 위치스의 피규어는 다양한 메이커에서 제작된다.
- 알터
- 고토부키야
- 넨도로이드
- 세가
- 피그마
- 후류
- 반다이